# شتیلستورپ
شتیلستورپ (به سوئدی: Kättilstorp) یک منطقهٔ مسکونی در سوئد است که در بخش فالشوپینگ قرار دارد.

## مشخصات
شتیلستورپ ۰٫۴۴ کیلومتر مربع مساحت و ۲۵۳ نفر جمعیت دارد. شتیلستورپ در شمال شرقی منطقه کلیسای ایللستاد قرار دارد.